# Чимишлийский район
Чимишли́йский райо́н (рум. Raionul Cimişlia, Район Чимишлия) — административно-территориальная единица Республики Молдова.

## География
Район находится южнее Кишинёва. Граничит с Леовским, Хынчештским, Яловенским, Каушанским, Бессарабским районами, а также с Гагаузией (ранее — Комратский район).

## История
30 июня 1826 года, император Николай I санкционировал решение Комитета Министров России о создании в сёлах Бессарабии государственных администраций — волость, по российской модели. Согласно этому решению были образованы волости Каушаны и Чимишлия, входящие в Бендерский уезд, волость Медвежа в Хотинском уезде и волости Ивановка и Татарбунар в Аккерманском уезде.
В 1862 году в состав Чимишлийской волости входило 6 населённых пунктов.
Как и большинство районов Молдавской ССР, образован 11 ноября 1940 года с центром в селе Чимишлия. До 16 октября 1949 года находился в составе Бендерского уезда, после упразднения уездного деления перешёл в непосредственное республиканское подчинение.
С 31 января 1952 года по 15 июня 1953 года район входил в состав Кагульского округа, после упразднения окружного деления вновь перешёл в непосредственное республиканское подчинение.
31 октября 1957 года в состав Чимишлийского района передана половина территории упраздняемого Кайнарского района., а в июле 1959 года — почти вся территория упраздняемого Бессарабского района.
В 1979 и 1985 годах были восстановлены соответственно Бессарабский и Кайнарский районы, территория Чимишлийского района приняла практически первоначальный вид.
С 1999 года по 2002 год, в рамках проводимой административной реформы, район являлся частью Лапушнянского уезда.
После упразднения уездного деления в 2002 году, район вновь стал самостоятельной административной единицей, при этом в его составе осталась часть вновь упразднённого Кайнарского района.

## Население
Национальный состав сёл чимишлийской волости по состоянию на 1907 год.
Андреевка — мр. 66.
Богдановка (Курик) — мр. 920.
Новая Богдановка (Гулушца) — мр. 170.
Михайловка — вр.-пр. 713., мд. 940 (великороссы и молдаване живут отдельно)
Чимишлия — вр. 62, мр. 219, блг. 36, мд. 3720, цыг. 160, евр. 750.
Чекур-Менжир — мд. 1130.
Топал — мд. 770.
Бештемак — мд. 1200.
Жавгур — мд. 1130.
Ченак — мд. 1300.
Селемет — мд. 2200.
вр. — великороссы (русские), мр. — малороссы (украинцы), мд. — молдаване.
Источник: В. Н. Бутович. «Материалы для этнографической карты Бессарабии. Киев 1916 год».
|          | 2003 год | 2004 год | 2005 год | 2006 год |
| -------- | -------- | -------- | -------- | -------- |
| Чимишлия | 17 850   | 17 800   | 14 700   | 12 800   |
| сёла     | 47 200   | 47 100   | 46 200   | 48 000   |
| Всего:   | 65 050   | 64 900   | 60 900   | 60 800   |

| всего  | молдаване | %    | украинцы | %   | русские | %   | гагаузы | %   | румыны | %   | болгары | %   | др. нац-сти | %   |
| ------ | --------- | ---- | -------- | --- | ------- | --- | ------- | --- | ------ | --- | ------- | --- | ----------- | --- |
| 60 925 | 52 972    | 86,9 | 3376     | 5,5 | 2371    | 3,9 | 278     | 0,5 | 331    | 0,5 | 1341    | 2,2 | 253         | 0,4 |

Русские проживают в селах Михайловка и Троицкое, украинцы — в Старой Богдановке и Юрьевке, болгары — в Валя Пержей, Гыртопе и Димитровке. Много немолдаван в Екатериновке, Ялпуге, Максименах, Албине и Новой Ивановке. Цыгане и гагаузы в основном сконцентрированы в Чимишлии.

## Образование
Всего в районе 34 школы и 35 детсадов.
По состоянию на 2011-12 учебный год в гимназиях и лицеях района работает 703 учителя и обучается порядка 6760 учеников.
Больше всего учащихся в чимишлийском лицее им. М. Эминеску (бывшая с/ш Нр.3). Там обучаются 820 детей. Когда-то эту школу посещало больше 1500 учеников.
На втором месте лицей из самого большого села района — Гура Галбенэ. Там 660 учеников.
На третьем месте чимишлийский лицей им. И. Крянгэ. Там проходят обучение 570 человек.
Меньше всего учеников в образовательных учреждениях таких сёл, как Ялпуг (44 обучающихся), Валя-Пержей (39), Мерень (64), Коштангалия (86), Екатериновка (72), Албина (80), Старая Богдановка (84).
До 2014 года все небольшие школы Чимишлийского района реорганизуют. По состоянию количества учащихся за 2010-11 учебный год предполагается закрыть школы в сёлах Валя Пержей (44 учеников), Екатериновка (56), Ялпуг (38), Албина (79), Кодрень (71), Мерены (70), Старая Богдановка (96), Коштангалия (96), Топал (64) и Чимишлийский Гимназий Нр.4 (124 ученика).

## Достопримечательности
- Злоцкий Георгиевский монастырь